# Ricardo Rousselot

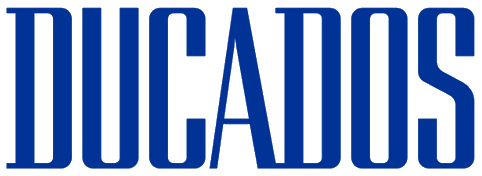
Logotip de la marca de cigarretes Ducados, creat per Rousselot.

Ricardo Victor Rousselot (El Chaco, Argentina, 10 de novembre de 1936) és un cal·lígraf i dissenyador gràfic. Forma part d'una generació de dissenyadors argentins que es van instal·lar a Barcelona entre 1967 i 1977 i van contribuir decisivament a la renovació del disseny a Catalunya i a l'estat espanyol.

## Carrera
Rousselot és considerat un dels grans mestres de la cal·ligrafia de finals del segle XX i és un dissenyador gràfic de reconegut prestigi internacional. Ha estat convidat per nombroses escoles a impartir classes, tallers i conferències, i és autor d'articles sobre disseny, tipografia i cal·ligrafia. En els anys 2001 i 2003 va ser nominat als Premios Nacionales de Diseño que reconeixen aquelles trajectòries professionals que han excel·lit en el camp del disseny o de la innovació a l'estat espanyol.
Ha estat membre de Design for the World, és membre de BCD (Barcelona Centre de Disseny), de l'ADG/FAD i soci d'honor del Col·legi de Dissenyadors Gràfics de Catalunya.
Ricardo Rousselot és el creador de la identitat visual de marques com El Corte Inglés, La Casera, Smoking, Alfaguara, Borges, Casa Tarradellas, Panrico, Spanair i és l'autor del disseny de la capçalera del diari La Vanguardia, entre d'altres.

## Chicago
Ricardo Rousselot es va sentir fortament atret pel dibuix i la cal·ligrafia des de jove. Tant els seus pares, Carlos Leon Gustavo Rousselot Schmidt i Cleila Lilia Fleitas, com alguns mestres de van estimular el seu l'interès per aquestes matèries. A començament de la dècada de 1950, després de cursar estudis de comerç, comença a treballar a Buenos Aires en el camp de les arts gràfiques. L'inici de la seva carrera professional ve marcada per la incorporació a l'estudi Enrique Petersen de Buenos Aires, el 1957, on descobreix les possibilitats comunicatives de la tipografia. Entre 1959 i 1961, realitza treballs per a empreses de Buenos Aires especialitzades en el camp de la comunicació gràfica -la impremta Lesague o Omnigraf, entre d'altres- gràcies als quals, Rousselot adquireix bagatge en el disseny d'envasos -per a perfumeria, especialment- retolació, creació cal·ligràfica i, també en direcció d'art. A començament de 1962 es trasllada amb la seva família a Chicago on hi romandrà fins al 1969. Treballa per a Ficho & Corley Inc, on aprofundeix els seus coneixement sobre cal·ligrafia i tipografia amb el mestre Carl Corley, deixeble d'Oswald Cooper i Frederic Goudy, col·labora en el disseny de publicacions -com Playboy- i realitza diverses campanyes publicitàries per a agències líders com la J.W.Thompson, Young & Rubicam. El 1967 amplia la seva activitat laboral a Chicago treballant com a freelance i per a Graphique Ltd, al costat de Michael Gournoe i Donald Moravick.

## Retorn a l'Argentina
El 1969, en retornar a l'Argentina, és nomenat director d'art de l'agència Ricardo de Luca Publicidad, una de les empreses publicitàries més rellevants del país. Un any després, el 1970, estableix el seu propi estudi de Disseny, Imatge Coorporativa i Packaging a l'avinguda Rivadavia 755 de Buenos Aires i, al mateix temps dirigeix un servei de fototitulars tipogràfics destinats a publicitat que compagina amb la docència a l'Escuela Panamericana de Arte. Entre 1973 i 1975, Rousselot és director d'art de Canal 7 -canal públic de televisió de Buenos Aires- i s'encarrega del disseny i impressió de Diario Norte de Resistencia de la província del Chaco.

## Barcelona
El 1975, la trajectòria professional de Ricardo Rousselot fa un nou gir en establir-se a Barcelona. Al principi col·labora amb l'estudi de Carlos Rolando i, poc després amb el d'Albert Chust, bo i aportant la seva experiència en campanyes publicitàries. El 1978, Rousselot crea una agència de disseny pròpia -Rousselot Diseñadores- per respondre els encàrrecs de grans marques de la indústria catalana i espanyola: Tabacanarias, Tabacs de Filipines, Domecq, Larios, Grup Miquel i Costas, Perfumeríes Dana, Elida Gibbs, Puig i Myrurgia, La Casera, Kass. Crea també la imatge de diferents productes de Tabacalera Española, S.A. com Ducados, Fortuna, Farias o Bisonte.
El 1981, dissenya el logotip del diari La Vanguardia de Barcelona -el qual redissenyarà el 2009. Des de 1992 col·labora amb els arquitectes Tusquets, Diaz & Associats; s'encarrega de la senyalització de l'Auditori Alfredo Krauss de Las Palmas de Gran Canaria, i diverses peces de senyalització pel Palau de la Música de Barcelona i per als constructors Núñez & Navarro. També es responsabilitza del disseny de les plaques pel premi Dècada d'Oscar Tusquets Blanca i la Fundació Gala-Dalí i de senyalètica de les Olimpíades Barcelona'92.
L'any 2000, torna a fundar l'agència Rousselot creada el 1978 que passa a anomenar-se Grupo Erre Rousselot, especialitzat en imatge corporativa, branding, packaging i senyalètica.